# Relations spatiales
Les relations spatiales recouvrent en ergothérapie l'ensemble des orientations relatives des formes ou des objets par rapport à soi.

## Définition
Les relations spatiales, ou la position dans l’espace, impliquent l’analyse des formes et patrons en relation à son corps et à l’espace et aident à juger des distances. Elles réfèrent à l’orientation relative d’une forme ou d’un objet par rapport à soi. Par exemple, cette composante de la perception permet à la personne de reconnaître que le bout du crayon pointe vers la feuille de papier, donc qui permet de diriger la main pour tenir adéquatement le dit crayon et l’orienter afin de l’utiliser pour l’écriture. Une dysfonction entrainerait une incapacité à discerner les relations des objets autour de soi ou des autres objets en utilisant des qualificatifs directionnels,.

## Types de relations spatiales
Elles comprennent deux types :
- Catégorielles : Inclut concepts de « au-dessus/au-dessous », « droite/gauche », « dessus/retiré », « devant/derrière », « dedans/dehors », etc.;
- Coordonnées: Spécifie le lieu afin d’aider à effectuer des mouvements précis dans l’espace

## Composante de la perception visuo-spatiale
Les relations spatiales dépendent largement de la perception visuelle. Toutefois, il est important de noter qu’elles ne sont pas limitées au domaine visuel. Entre autres, les sons peuvent être localisés dans l’espace, et par exemple, la mobilité et les occupations quotidiennes des individus avec une déficience visuelle sont dépendantes d’une façon importante de l’appréciation tactile de l’agencement spatial des objets.

## Application fonctionnelle (exemple)
Les relations spatiales permettent, entre autres, de différencier les lettres entre elles et la séquence des lettres dans un mot ou une phrase. Par exemple, l’enfant sait comment placer les lettres avec des espaces égaux entre chacune d’entre elles et les place sur une ligne; il est capable de reconnaître les lettres qui dépassent en dessous de la ligne, comme g, j, p, q ou y,.